# Lithophane oriunda
Lithophane oriunda är en fjärilsart som beskrevs av Augustus Radcliffe Grote 1874. Lithophane oriunda ingår i släktet Lithophane och familjen nattflyn. Inga underarter finns listade i Catalogue of Life.